# Attention, automobile
Pour plus de détails, voir Fiche technique et Distribution.
Attention, automobile (en russe : Берегись автомобиля) est une comédie soviétique réalisée par Eldar Riazanov et sortie en 1966.

## Fiche technique
- Titre original : Берегись автомобиля
- Titre : Attention, automobile
- Réalisation : Eldar Riazanov
- Scénario : Émile Braguinski, Eldar Riazanov
- Décors : Boris Nemetchek, Lev Semionov
- Photographie : Anatoli Moukassei, Vladimir Nakhabtsev
- Second réalisateur : Alekseï Korenev
- Son : Valeri Popov
- Maquillage : Olga Strountsova
- Rédaction : Anatoli Stepanov
- Costumes : Shelly Bykhovska
- Musique : Andreï Petrov
- Chef d'orchestre : Youri Silantiev
- Producteur exécutif : Evgueni Golynski
- Société de production : Mosfilm
- Pays d'origine : Union soviétique
- Langue originale : russe
- Format : noir et blanc
- Genre : comédie
- Durée : 90 minutes
- Sortie : 1966

## Distribution
- Innokenti Smoktounovski : Youri Detotchkine, agent d'assurance
- Oleg Efremov : Maxim Podberiozovikov, enquêteur judiciaire
- Olga Arosseva : Luba, fiancée de Detotchkine
- Andreï Mironov : Dima Semitsvetov, propriétaire de voiture volée
- Tatiana Gavrilova : Inna, femme de Semitsvetov
- Anatoli Papanov : Semion, ancien militaire, père d'Inna
- Gueorgui Jjionov : inspecteur de sécurité routière
- Evgueni Evstigneïev : Evgueni, directeur de théâtre amateur
- Lioubov Dobrjanskaïa : mère de Detotchkine
- Donatas Banionis : prêtre, acheteur de voiture volée
- Galina Voltchek : acheteuse de magnétophone
- Lioubov Sokolova : juge
- Nikolaï Parfionov : procureur (non crédité)